# Los Angeles Raiders 1986
La stagione 1986 dei Los Angeles Raiders è stata la 17ª della franchigia nella National Football League, la 27ª complessiva e la quinta di tredici a Los Angeles. Con un record di 8-8 la squadra mancò i playoff per la prima volta in cinque stagioni.
La stagione 1986 fu segnata da gare molto equilibrate (solo quattro delle sedici gare dei Raiders  furono decise per più di un touchdown). Fu anche l'ultima stagione della carriera del decorato quarterback Jim Plunkett che aveva portato la squadra alla vittoria di due Super Bowl.

## Scelte nel Draft 1986
| Scelte dei Raiders nel Draft 1986 |        |                   |       |                   |
| Giro                              | Scelta | Giocatore         | Ruolo | College           |
| 1                                 | 24     | Bob Buczkowski    | DE    | Pittsburgh        |
| 3                                 | 80     | Brad Cochran      | DB    | Michigan          |
| 4                                 | 85     | Mike Wise         | DE    | California-Davis  |
| 4                                 | 103    | Vance Mueller     | RB    | Occidental        |
| 4                                 | 108    | Napoleon McCallum | RB    | Navy              |
| 6                                 | 164    | Doug Marrone      | OG    | Syracuse          |
| 7                                 | 191    | Bill Lewis        | C     | Nebraska          |
| 8                                 | 219    | Joe Mauntel       | LB    | Eastern Kentucky  |
| 9                                 | 246    | Zeph Lee          | RB    | USC               |
| 10                                | 275    | Jeff Reinke       | DE    | Minnesota State   |
| 11                                | 302    | Randall Webster   | LB    | SW Oklahoma State |
| 12                                | 330    | Larry Shepherd    | WR    | Houston           |

## Roster
| Roster dei Los Angeles Raiders nel 1986 |
| --- |
| Quarterback - 16 Jim Plunkett - 6 Marc Wilson - 12 Rusty Hilger Running Back - 32 Marcus Allen - 27 Frank Hawkins - 34 Napoleon McCallum - 42 Vance Mueller - 39 Steve Strachan Wide Receiver - 84 Jessie Hester - 85 Dokie Williams - 88 Rod Barksdale - 89 Mark Pattison - 83 Tim Moffett Tight End - 46 Todd Christensen - 87 Trey Junkin - 81 Andy Parker - 31 Derrick Jensen - 86 Earl Cooper - 81 Andy Parker Offensive Linemen - 70 Henry Lawrence T - 79 Bruce Davis T - 60 Curt Marsh G - 74 Shelby Jordan T - 65 Mickey Marvin G - 72 Don Mosebar C - 51 Bill Lewis C/G - 77 Chris Riehm G Defensive Linemen - 99 Sean Jones DE - 75 Howie Long DE - 71 Bill Pickel NT - 93 Greg Townsend DE - 94 Elvis Franks DE - 90 Mike Wise DE - 98 Mitch Willis NT Linebacker - 53 Rod Martin - 55 Matt Millen - 56 Jeff Barnes - 59 Jamie Kimmel - 52 Linden King - 54 Reggie McKenzie - 57 Jerry Robinson Defensive Back - 45 James Davis SS - 22 Mike Haynes CB - 26 Vann McElroy FS - 37 Lester Hayes CB - 44 Stefon Adams - 30 Stacey Toran SS - 43 Sam Seale - 23 Odis McKinney - 41 Fulton Walker PR Special Team - 10 Chris Bahr K - 8 Ray Guy P |
| Legenda - I rookie sono in corsivo. - Il primo ruolo è il principale mentre gli eventuali successivi indicano i ruoli secondari. - (IR) sta per Injured Reserve ed indica la lista ristretta per un solo giocatore infortunato che può tornare ad allenarsi dopo la settimana 6 e a rientrare in prima squadra dopo che questa ha giocato 8 partite. - (NF-Inj.) / (NF-Ill.) stanno rispettivamente per Non-Football Injured e Non-Football Illness ed indicano le liste dove viene inserito un giocatore che ha un infortunio o una malattia non dipendente dal football americano. - (PUP) sta per Physically Unable to Perform ed indica la lista dove viene inserito un giocatore mentre è in attesa di recuperare la condizione fisica. Nella stagione regolare dopo la sesta partita giocata dalla propria squadra, il giocatore ha tempo tre settimane per riprendere ad allenarsi, più tre settimane aggiuntive dal suo rientro agli allenamenti per rientrare in prima squadra. |

## Calendario
| Stagione regolare |                        |           |
| Turno             | Avversario             | Risultato |
| 1                 | at Denver Broncos      | S 38–36   |
| 2                 | at Washington Redskins | S 10–6    |
| 3                 | New York Giants        | S 14–9    |
| 4                 | San Diego Chargers     | V 17–13   |
| 5                 | at Kansas City Chiefs  | V 24–17   |
| 6                 | Seattle Seahawks       | V 14–10   |
| 7                 | at Miami Dolphins      | V 30–28   |
| 8                 | at Houston Oilers      | V 28–17   |
| 9                 | Denver Broncos         | S 21–10   |
| 10                | at Dallas Cowboys      | V 17–13   |
| 11                | Cleveland Browns       | V 27–14   |
| 12                | at San Diego Chargers  | V 37–31   |
| 13                | Philadelphia Eagles    | S 33–27   |
| 14                | at Seattle Seahawks    | S37–0     |
| 15                | Kansas City Chiefs     | S 20–17   |
| 16                | Indianapolis Colts     | S 30–24   |

## Classifiche
| AFC West Division     |    |    |   |      |     |      |     |     |     |
|                       | V  | S  | P | %    | DIV | CONF | PF  | PS  | STR |
| Denver Broncos(2)     | 11 | 5  | 0 | .688 | 5–3 | 8–4  | 378 | 327 | S1  |
| Kansas City Chiefs(5) | 10 | 6  | 0 | .625 | 5–3 | 9–5  | 358 | 326 | V3  |
| Seattle Seahawks      | 10 | 6  | 0 | .625 | 5–3 | 7–5  | 366 | 293 | V5  |
| Los Angeles Raiders   | 8  | 8  | 0 | .500 | 4–4 | 7–5  | 323 | 346 | S4  |
| San Diego Chargers    | 4  | 12 | 0 | .250 | 1–7 | 4–8  | 335 | 396 | S2  |